# Tống Cảnh công
Tống Cảnh công (chữ Hán: 宋景公, ?-469 TCN, trị vì 516 TCN-453 TCN hay 516 TCN-469 TCN), tên thật là Tử Đầu Mạn (子頭曼) hay Tử Đầu Loan (子頭栾), là vị vua thứ 28 của nước Tống - chư hầu nhà Chu trong lịch sử Trung Quốc.

## Thế tử nước Tống
Tử Đầu Mạn là con trưởng của Tống Nguyên công, vua thứ 27 của nước Tống. Ông được lập làm thế tử.
Vua cha Tống Nguyên công mâu thuẫn với họ Hướng và họ Hoa. Hoa Định, Hoa Hợi và Hướng Ninh bàn nhau, Hoa Hợi giả bệnh, cho các công tử con Tống Nguyên công đến thăm. Khi các công tử Dần, Ngự Nhung, Cố, Viên và Công Tôn Định đến thăm Hoa Hợi, họ Hoa bèn bắt giam. Hướng Hàng và Hướng Thằng về phe với Tống Nguyên công, bèn đến xin cho các công tử, cũng bị bắt giữ. Tống Nguyên công bất lực không dẹp được họ Hoa và họ Hướng, phải chấp nhận thỏa hiệp đổi con tin: Tử Đầu Mạn và em cùng mẹ là công tử Thìn sang nhà họ Hoa, và giữ con Hoa Hợi là Hoa Vô Thích, con Hướng Ninh là Hướng La, con Hoa Định là Hoa Khải.
Tháng 10 năm đó, Tống Nguyên công giết các con tin của họ Hoa, họ Hướng và mang quân tấn công 2 họ này. Hoa Hợi, Hướng Ninh bỏ trốn sang nước Trần. Tử Đầu Mạn được trở về cung. Sau họ Hoa được nước Sở giúp mang quân về đánh Tống nhưng thất bại phải bỏ trốn.
Năm 517 TCN, Tống Nguyên công qua đời. Tử Đầu Mạn lên nối ngôi, tức là Tống Cảnh công.

## Làm vua

### Nội trị
Năm 499 TCN, em Tống Cảnh công là công tử Địa vì có mâu thuẫn nên chạy sang nước Trần. Một người em khác là công tử Thìn cùng các đại phu Trọng Đà, Thạch Khu cũng chạy sang Trần.
Năm 498 TCN, công tử Thìn, công tử Địa cùng Trọng Đà và Thạch Phu được nước Trần giúp sức, mang quân tiến về nước Tống, tiến vào đất Tiêu, đến năm 497 TCN, bị Tống Cảnh công đánh bại. Cả bốn người đều chạy sang nước Lỗ rồi lại sang nước Trịnh.
Năm 491 TCN, Khổng Tử đến nước Tống, Tư mã nước Tống là Hoàn Đồi ghen ghét Khổng Tử, gièm pha với Tống Cảnh công, muốn giết Khổng Tử. Khổng Tử phải trốn khỏi nước Tống.
Năm 477 TCN, Tống Cảnh công giết chết đại phu Hoàng Viện nhưng không diệt tộc họ Hoàng, lại phong cho Hoàng Hoãn làm Hữu sư.

### Xung đột với nước Trịnh
Năm 495 TCN, Trịnh Thanh công sai Hãn Đạt mang quân giúp công tử Địa, đánh bại quân Tống ở đất Lão Khưu.
Đến năm 486 TCN, Tống Cảnh công cử tướng Hoàng Viên đánh bại quân Trịnh, chiếm lại đất Lão Khưu.
Mùa thu năm đó đích thân Tống Cảnh công lại đem quân đánh Trịnh nhưng không phân thắng bại. Liên tiếp suốt 4 năm từ 485 TCN đến 481 TCN, Tống và nước Trịnh tiếp tục xảy ra xung đột nhưng không phân thắng bại. Sau đó, hai bên còn tranh chấp khoảnh đất ở giữa, từ xưa vốn không thuộc nước nào, gồm có 6 ấp là Di Tác, Khoảnh Khưu, Ngọc Sướng, Nhiếp, Qua và Dương. Sau khi xung đột nhiều lần, Tống và Trịnh thống nhất cho cả sáu ấp được trung lập.

### Quan hệ với chư hầu
Ngay năm 516 TCN, Lỗ Chiêu công bị quyền thần họ Quý (một trong tam hoàn của nước Lỗ) đuổi phải chạy sang nước Tề, Tống Cảnh công và Vệ Linh công cùng sai sứ sang nước Tấn, đề nghị nước Tấn giúp Lỗ Chiêu công về nước. Nhưng Quý tôn Ý Như đã đút lót cho đại phu Phạm thị nên tâu với Tấn Khoảnh công rằng họ Quý không có lỗi. Vì vậy nước Tấn không giúp Lỗ Chiêu công. Lỗ Chiêu công phải lưu lạc nước ngoài cho đến lúc chết.
Năm 515 TCN, vua Tào là Tào Điệu công sang triều kiến Tống, Tống Cảnh công bèn cho bắt giam Tào Điệu công. Người nước Tào lập em Điệu công là Tào Thanh công làm vua.
Năm 506 TCN, Tống Cảnh công dự hội chư hầu để cùng nước Tấn bàn việc đánh nước Sở giúp Sái (Sái Chiêu hầu bị lệnh doãn nước Sở là Nang Ngoã hối lộ không được, bị giữ lại 3 năm. Sái Chiêu hầu tức giận, gửi con tin cho Tấn Định công, xin Tấn giúp đánh Sở) nhưng Đại phu nước Tấn là Tuân Dần và Phạm Ưởng lại đòi nước Sái hối lộ. Sái Chiêu hầu không chịu. Tuân Dần bèn kiếm cớ từ tạ rút quân không đánh Sở giúp Sái nữa. Quân Tống rút về.
Thế lực của Ngô Phù Sai ngày càng mạnh. Phù Sai khiến Lỗ Ai công thần phục, lại phá quân Tề. Khi Phù Sai hội chư hầu năm 483 TCN, Tống Cảnh công phải đến tham dự cùng nước Lỗ, Vệ.
Năm 480 TCN, Hướng Đồi và Hướng Sào chiếm đất Tào cũ để chống lại Tống Cảnh công. Cảnh công sai Tả sư Sào đánh đất Tào. Dân đất Tào phản lại họ Hướng. Hướng Đồi phải chạy sang nước Vệ, Hướng Sào chạy sang nước Lỗ. Đại phu nước Vệ là Công Văn Thị mang quân ra đón, nhưng đòi viên ngọc quý truyền từ đời nhà Hạ. Hướng Đồi từ chối, chỉ cho Công Văn Thị viên ngọc khác, và chạy sang nước Tề. Điền Hằng đang cầm quyền ở nước Tề cho Hướng Đồi làm Thứ khanh.

### Mở rộng bờ cõi
Năm 492 TCN, Tống Cảnh công đánh nước Tiểu Châu, bắt vua Tiểu Châu. Năm 489 TCN, ông lại sai Hướng Sào mang quân đánh phá nước Tào.
Lúc đó vua Tào là Tào Bá Dương bỏ bê chính sự, ham săn bắn. Nghe lời Công Tôn Cương, Tào Bá Dương phản lại nước Tấn và bỏ không thần phục nước Tống nữa.
Năm 488 TCN, Tống Cảnh công cùng Chữ Sư Tử Phì mang quân đánh Tào. Nước Tấn không phát binh cứu. Nước Tào bị vây tại 5 đồn ấp là Thử Khưu, Ấp Khưu, Đại Thành, Chung và Vu. Trịnh Thanh công nghe tin nước Tào bị Tống đánh bèn điều quân đi cứu Tào, tấn công vào địa giới nước Tống.
Nhưng quân Tống vẫn tiếp tục đánh Tào. Năm 487 TCN, quân Tống vây đánh Tào chưa được, bèn định rút quân về. Tướng Tống là Chữ Sư Tử Phì đi đoạn hậu, bị dân nước Tào chửi rủa thậm tệ, bèn dừng quân lại báo với Tống Cảnh công. Cảnh công tức giận truyền quân quay trở lại tấn công nước Tào. Lần này Tào Bá Dương không chống cự nổi. Quân Tống phá thành, bắt Tào Bá Dương và Công Tôn Cương đem về nước và giết chết cả hai người. Tống Cảnh công diệt nước Tào.

## Qua đời
Theo Tả truyện, Tống Cảnh công không có con trai. Năm 469 TCN, Cảnh công lâm bệnh, dặn đại thần là Đại Duẩn rằng Tử Khải (cháu nội công tử Đang Tần em ông) là người kế vị. Tuy nhiên sau khi Tống Cảnh công mất, các đại phu phản đối. Tử Khải phải chạy sang nước Sở. Người nước Tống lập công tử Đặc lên làm vua, tức Tống Chiêu công.
Sử kí-Tống Vi tử thế gia lại ghi khác, rằng Tống Cảnh công có một người con trai, đã lập làm thế tử. Ông có một người em là công tử Đang Tần, Đang Tần sinh công tôn Củ. Cảnh công lúc sinh thời giết công tôn Củ nên con Củ là Tử Đặc tức Tống Chiêu công. Sau khi Tống Cảnh công qua đời, Tử Đặc giết chết thế tử của ông rồi đoạt ngôi. Sử ký cho rằng Tống Cảnh công làm vua 64 năm và mất năm 452 TCN.